# Зюдердорф
Зюдердорф (нім. Süderdorf) — громада в Німеччині, розташована в землі Шлезвіг-Гольштейн. Входить до складу району Дітмаршен. Складова частина об'єднання громад КЛГ-Айдер.
Площа — 16,21 км2. Населення становить 357 ос. (станом на 31 грудня 2020).